# N'avoue jamais
N'avoue jamais è un album in studio del cantante e produttore Orlando, pubblicato nel 1965 da Electrecord.

## Tracce
Lato A
1. N'avoue jamais
2. La la la
3. Derniers baisers
4. Fattouma

Lato B
1. À present tu peux t'en aller
2. In ginocchio da te
3. Tu sais me plaire
4. La mamma